# Gahnia tristis
Gahnia tristis là loài thực vật có hoa trong họ Cói. Loài này được Nees ex Hook. & Arn. mô tả khoa học đầu tiên năm 1837.

## Hình ảnh

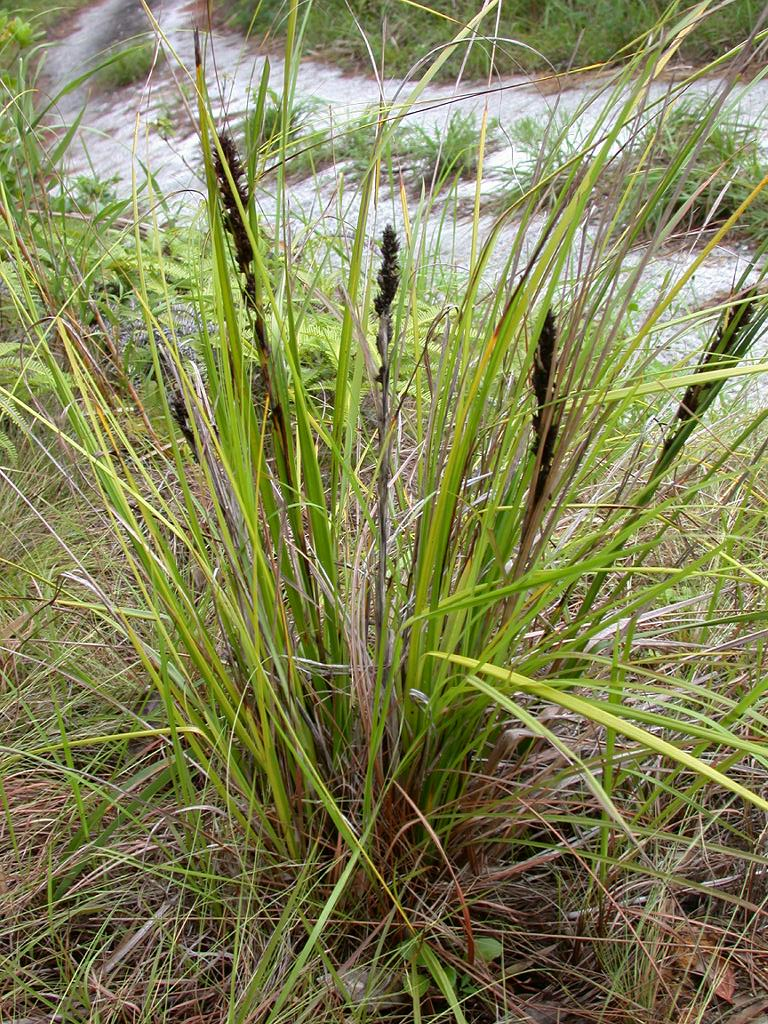